# Lena Videkull
Lena Videkull (* 9. Dezember 1962) ist eine ehemalige schwedische Fußballnationalspielerin, die mittlerweile als Trainerin tätig ist.

## Laufbahn
Videkull begann mit dem Fußballspielen bei Göta BK. Anschließend spielte sie für Trollhättans IF. In der Saison 1984 gelangen ihr 35 Saisontore, womit sie Torschützenkönigin wurde, und konnte, mit dem Klub das Endspiel um die schwedische Meisterschaft erreichen, unterlag jedoch Jitex BK. Später wechselte sie zu Öxabäck IF. Hier wurde sie 1987 und 1988 schwedische Meisterin, wobei sie 1988 mit 24 Saisontoren wiederum Torschützenkönigin wurde. Sie zog weiter zu Malmö FF und konnte mit dem Klub zwischen 1990 und 1994 vier weitere Meistertitel feiern und wurde außerdem vier weitere Mal Torschützenkönigin. Nachdem sie bereits zweimal inoffiziell zu Schwedens Fußballerin des Jahres gekürt worden war, wurde ihr 1993 offiziell der Diamantbollen überreicht.
Videkull lief in 111 Länderspielen für die schwedische Frauennationalmannschaft auf und konnte dabei 71 Tore erzielen. Mit der Auswahl gewann sie die Europameisterschaft 1984 und nahm an den Weltmeisterschaften 1991 und 1995 teil.
Nach Ende ihrer aktiven Laufbahn übernahm sie zwischen 1999 und 2002 den Trainerposten bei der Damenmannschaft von Malmö FF. Später trainierte sie Husie FF und war für den schwedischen Verband für die U21- und U23-Auswahlen tätig.

## Erfolge
- Europameisterschaft: 1984
- Schwedische Meisterschaft: 1987, 1988, 1990, 1991, 1993, 1994
- Torschützenkönigin: 1984, 1988, 1990, 1991, 1996, 1997
- Fußballerin des Jahres: 1984[1], 1988[1], 1993
- WM-Dritte 1991

## Auszeichnungen
- Schwedische Fußballspielerin des Jahres 1984, 1988, 1993